# Lizandra Lusson
Lizandra Miranda Lusson (født 29. september 1986) er en håndboldspiller fra Cuba. Hun spiller på Cubas håndboldlandshold og deltog under VM 2011 i Brasilien.